# Sincerità (Riccardo Cocciante)
Sincerità ("oprechtheid") is een nummer van Italiaanse zanger Riccardo Cocciante uit 1984.

## Hitnoteringen

### Nederlandse Top 40
| Positie: | 23 | 17 | 14 | 14 | 19 | 28 | uit |

### NederlandseSingle Top 100
| Positie: | 21 | 19 | 22 | 29 | 44 | uit |

### NPO Radio 2 Top 2000
| Nummer met noteringen in de NPO Radio 2 Top 2000 | '99  | '00 | '01  | '02  |
| ------------------------------------------------ | ---- | --- | ---- | ---- |
| Sincerità                                        | 1537 | -   | 1840 | 1993 |

1. ↑  Een '-' betekent dat het nummer niet was genoteerd en een vetgedrukt getal geeft de hoogste notering aan.
2. ↑  Deze tabel is bijgewerkt tot en met de laatste editie (2024).